# Erma EMP 44
Die Erma EMP 44 war eine sehr einfache deutsche Maschinenpistole, die 1943 von den ERMA-Werken entwickelt wurde, um sehr schnell und einfach in hohen Stückzahlen hergestellt zu werden.

## Geschichte
Der breite Einsatz von Maschinenpistolen bei der deutschen Wehrmacht im Zweiten Weltkrieg führte zu einer starken Erweiterung der Produktion sowie zu einer fortschreitenden Vereinfachung und Verbilligung der existierenden Modelle. Die Bestrebungen zur Vereinfachung und Verbilligung erreichten 1943 mit der Entwicklung der EMP 44 einen ersten Höhepunkt. Diese Entwicklung hin zur Vereinfachung wurde gegen Kriegsende noch durch letzte verzweifelte Entwicklungen, wie beispielsweise die Maschinenpistole Gerät Neumünster MP 3008, übertroffen.
Anfang 1943 begann die Firma Erma damit, eine neue Generation von Maschinenpistolen zu entwickeln. Hauptaugenmerk wurde dabei auf die Verwendung von noch in ausreichender Menge verfügbaren Materialien und die Fertigung auf bereits verfügbaren bzw. nicht speziell für die Herstellung anzupassenden Maschinen gelegt. Außerdem floss die langjährige Erfahrung aus der Produktion und den Kampfeinsätzen der MP 38 und MP 40 ein. Das Ergebnis war die Maschinenpistole EMP 44, die auf eine Massenfertigung und starke Kostenreduzierung hin konstruiert war und leicht in sehr großen Stückzahlen herzustellen gewesen wäre.

## Technik
Das Gehäuse und der Kolben waren aus geschweißten Stahlrohren, die Stütze und der Pistolengriff aus leichten Legierungen hergestellt. Der sehr einfache Mündungsdämpfer war analog zur russischen Maschinenpistole PPS-43 gestaltet, der Verschluss und die Rückstoßfeder an die MP 40 angelehnt. Die Waffe war nur für Dauerfeuer ausgelegt und besaß wie die МР 40/I über eine doppelte Magazinaufnahme für Standardmagazine mit 32 Schuss: Nach dem Verschießen des ersten Magazines konnte das zweite durch eine Schubbewegung vor den Verschluss geschoben werden. Damit waren insgesamt 64 Schuss verfügbar.
Da sich der Kolben und das Gehäuse auf einer Ebene befanden, wurde die Zieleinrichtung aus ergonomischen Gründen erhöht angebracht (wie später zum Beispiel beim amerikanischen Sturmgewehr M16). Die Zieleinrichtung konnte auf 100, 200 oder 300 m Entfernung eingestellt werden. Die Waffe hatte einen 250 mm langen Lauf, war insgesamt 720 mm lang und ihr Gewicht lag bei 3,6 kg.
Die EMP 44 bestand sämtliche Ordonanztests, wegen ihres billigen und befremdlichen Aussehens wurde sie jedoch von der Wehrmacht abgelehnt, obwohl sie ein Sinnbild für eine äußerst preiswerte und leicht zu produzierende Waffe darstellte. Erst Ende 1944, als sich die militärische Situation in Deutschland zusehends verschlechterte, besann man sich auf die EMP 44 als Waffe für den Volkssturm. Da für die Herstellung jedoch die Produktion der MP 40 hätte gedrosselt werden müssen, kam es auch jetzt nicht zu einer Herstellung der Waffe.